# Cannara
Cannara is een gemeente in de Italiaanse provincie Perugia (regio Umbrië) en telt 4083 inwoners (31-12-2004). De oppervlakte bedraagt 32,7 km², de bevolkingsdichtheid is 125 inwoners per km².

## Demografie
Cannara telt ongeveer 1587 huishoudens. Het aantal inwoners steeg in de periode 1991-2001 met 8,2% volgens cijfers uit de tienjaarlijkse volkstellingen van ISTAT.
| Jaar | Inwoneraantal |
| ---- | ------------- |
| 1991 | 3651          |
| 2001 | 3952          |

## Geografie
De gemeente ligt op ongeveer 197 m boven zeeniveau.
Cannara grenst aan de volgende gemeenten: Assisi, Bettona, Bevagna, Gualdo Cattaneo en Spello.

## Externe link

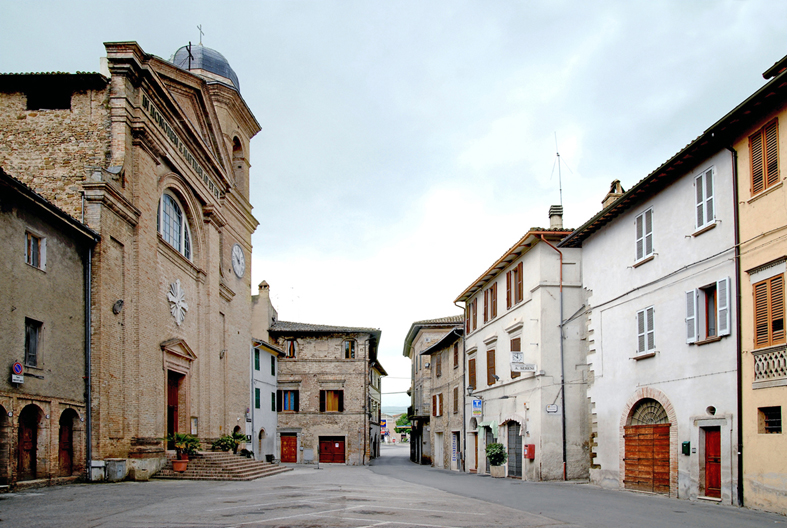
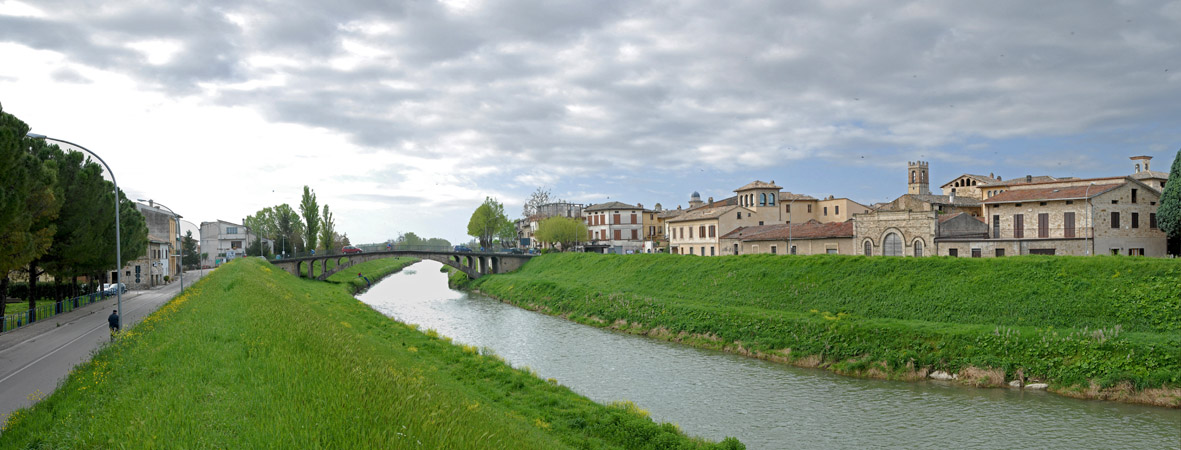